# Aleksandra Crvendakić
Aleksandra Crvendakić (serb. Александра Црвендакић; ur. 17 marca 1996 w Loznicy) – serbska koszykarka, brązowa medalistka olimpijska i mistrzyni Europy.

## Kariera reprezentacyjna
Z reprezentacją Serbii wzięła udział w dwóch igrzyskach olimpijskich: w Rio de Janeiro w 2016, gdzie wywalczyła brązowy medal i w Tokio w 2021, gdzie Serbki zajęły 4. miejsce.
Trzykrotnie brała udział w mistrzostwach Europy: w 2017 (11. miejsce), 2019 (3. miejsce) i w 2021 (1. miejsce).